# باقو الطاهرة
باقو الطَّاهرة (توفيت في القرن السابع الميلادي) كانت جارية بُندقيَّة الأصل، ثم تزوَّجها السُّلطان مُراد الثَّالث وجعلها سُلطانة، وأخذ حُبها يكبر في قلبه، فنفذت كلمتها وعظمت سطوتها في الدَّولة العُثمانيَّة في أيام ابنها السُّلطان مُحمَّد الثَّالث، والذي كان يستشيرها في مصالح البلاد. لم تحظى بالنُّفوذ والأهمية في عهد حفيدها السُّلطان أحمد الأول، فوضعها في السراية القديمة حتى تُوفيت.

### فهرس المنشورات
1. ↑  كحالة (1984)، ج. 1، ص. 107-108.

### فهرس الوب
1. ↑  "الدر المنثور في طبقات ربات الخدور - زينب فواز - کتابخانه مدرسه فقاهت". lib.eshia.ir (بالفارسية). مؤرشف من الأصل في 2024-05-16. اطلع عليه بتاريخ 2024-05-15.

### معلومات المنشورات كاملة
الكتب مرتبة حسب تاريخ النشر
- عمر رضا كحالة (1984)، أعلام النساء في عالمي العرب والإسلام (ط. 5)، مؤسسة الرسالة، QID:Q125940805